# Viktoriaschule (Danzig)

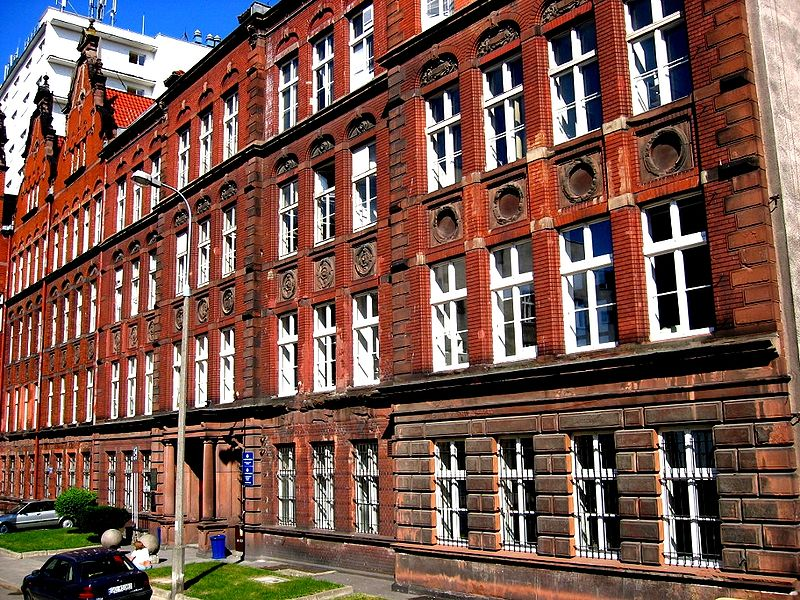
Viktoriaschule

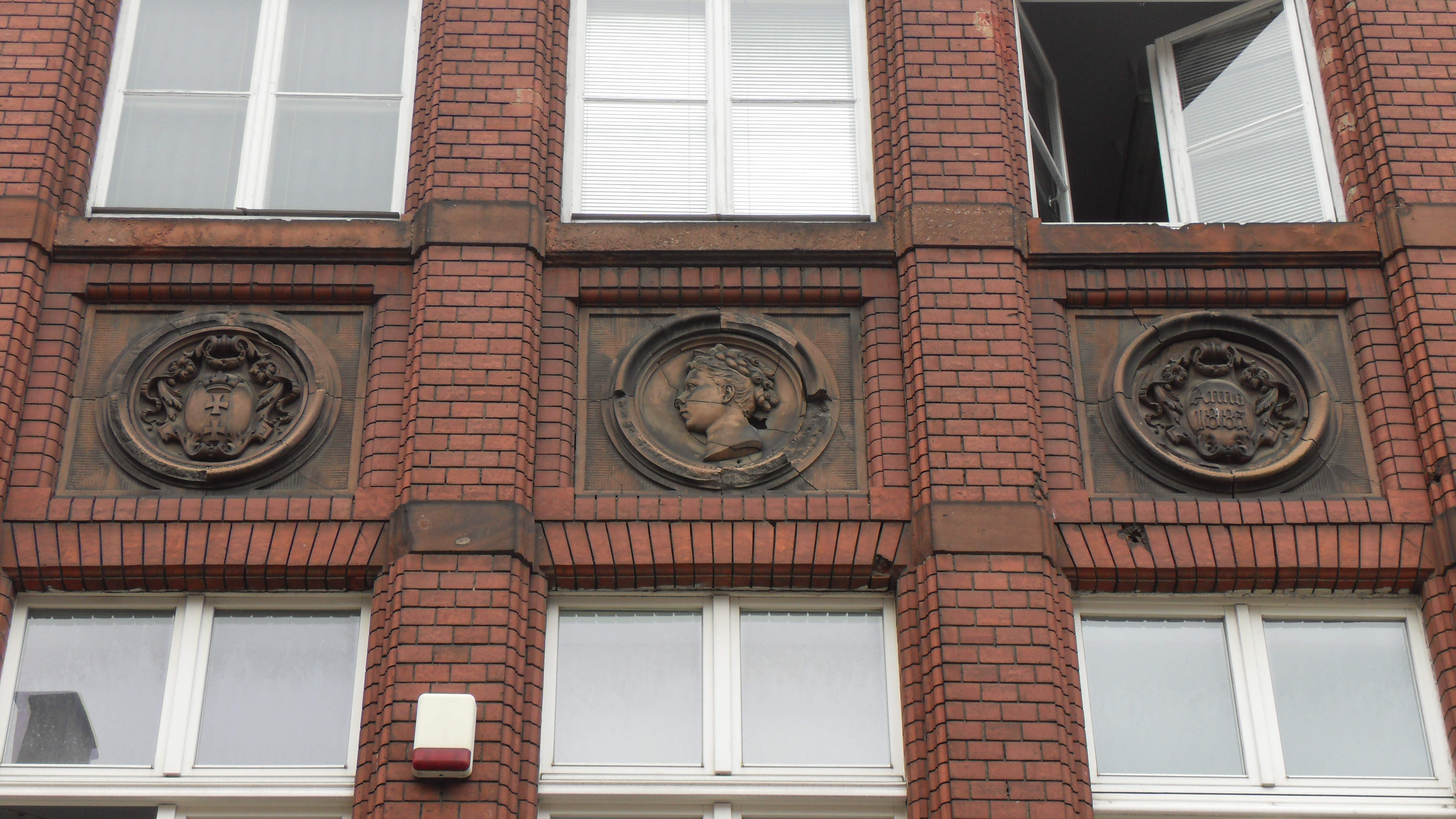
Plakette mit Prinzessin Victoria

Die Viktoriaschule ist ein Schulgebäude in der polnischen Stadt Danzig (Gdańsk). Sie wurde bekannt als Übergangslager für mehrere tausend Polen in den ersten Wochen des Zweiten Weltkriegs. Heute dient sie den Lehrzwecken der Universität Danzig.

## Geschichte
Das Gebäude der höheren Töchterschule wurde in den Jahren 1881–1883 im Stil der „Danziger Neorenaissance“ erbaut. Bei der Eröffnung im Dezember 1883 war die Gattin des Thronfolgers anwesend, das Gebäude erhielt ihren Namen: Victoria, älteste Tochter von Queen Victoria. Ihr Kopf ziert als Relief ein Schmuckmedaillon über dem Haupteingang. Im Jahr 1905 kaufte die Stadt das benachbarte Hotel Drei Mohren zu Erweiterungszwecken auf. Die städtische Mädchenschule wurde zu einem Reformrealgymnasium, das auf das Abitur vorbereitete, erweitert.

### Zweiter Weltkrieg
Vom 1. bis zum 15. September 1939 diente die Schule als Durchgangslager für internierte Polen. Sie war bis zum 7. September auch das Hauptquartier aller Zivilgefangenenlager für den annektierten Danziger Freistaat und den polnischen Korridor. Lagerkommandant unter der Leitung von SS-Obersturmbannführer Max Pauly war der SS-Hauptsturmführer Franz Christoffel.
Mit dem deutschen Überfall auf Polen begannen in der Freien Stadt Danzig Massenverhaftungen. Am ersten Kriegstag wurden etwa 1500 Personen festgenommen, ungefähr 1000 kamen in die Viktoriaschule. Opfer der Verhaftungen wurden meist Polen, die aktiv am Leben des Kleinstaats beteiligt waren, unter ihnen Lehrer, Ärzte, Priester sowie Mitglieder polnischer Organisationen in Danzig. Neben den Vereinen der Polonia waren das vor allem die Polnische Post und der Danziger Hafen. Die Listen der „unerwünschten polnischen Elemente“ hatten die Danziger Nationalsozialisten seit 1936 angelegt.
Für die Bewachung war der SS-Wachsturmbann Eimann verantwortlich. Am Abend des 1. September erwirkte Herbert Kammer die Freilassung aller Frauen und einer Gruppe Danziger Juden. In den folgenden Tagen wurden weitere Polen aus dem Freistaat und dem Korridor eingeliefert und im Rahmen der „Intelligenzaktion“ verhaftet. Zuletzt kamen am 14. September noch 1400 Menschen aus Gdynia (Gdingen) dazu.
Vom 7. bis zum 15. September wurden zahlreiche Gefangene ins Zivilgefangenenlager Neufahrwasser, aber auch in andere Lager abtransportiert. Das Lager in der Viktoriaschule wurde am 15. September aufgelöst.
Am 2. September 1958 wurde am Schulgebäude eine Gedenktafel angebracht.

## Lagerkommandant
- Franz Christoffel, SS-Hauptsturmbannführer (1898-1965)

## Prominente Gefangene
- Marian Górecki, Priester, 1940 erschossen, 1999 Seligsprechung
- Bronisław Komorowski, Priester, 1940 erschossen, 1999 Seligsprechung
- Alfons Muzalewski
- Anton Lendzion, Mitglied des Danziger Volkstags, 1940 erschossen
- Franciszek Rogaczewski, Priester, 1940 erschossen, 1999 Seligsprechung
- Władysław Szymanski, Priester, 1940 erschossen.

## Weitere Internierungslager
- Zivilgefangenenlager Neufahrwasser in Danzig
- Gefängnis Schießstange in Danzig
- Zivilgefangenenlager Stutthof, später SS-Sonderlager und KZ
- Zivilgefangenenlager Grenzdorf in Grenzdorf B, später Außenstelle Grenzdorf des KZ Stutthof